# Ircinia clathrata
Ircinia clathrata är en svampdjursart som beskrevs av Carter 1881. Ircinia clathrata ingår i släktet Ircinia och familjen Irciniidae.
Artens utbredningsområde är havet utanför Indien. Inga underarter finns listade i Catalogue of Life.